# Eleutheros Cooke

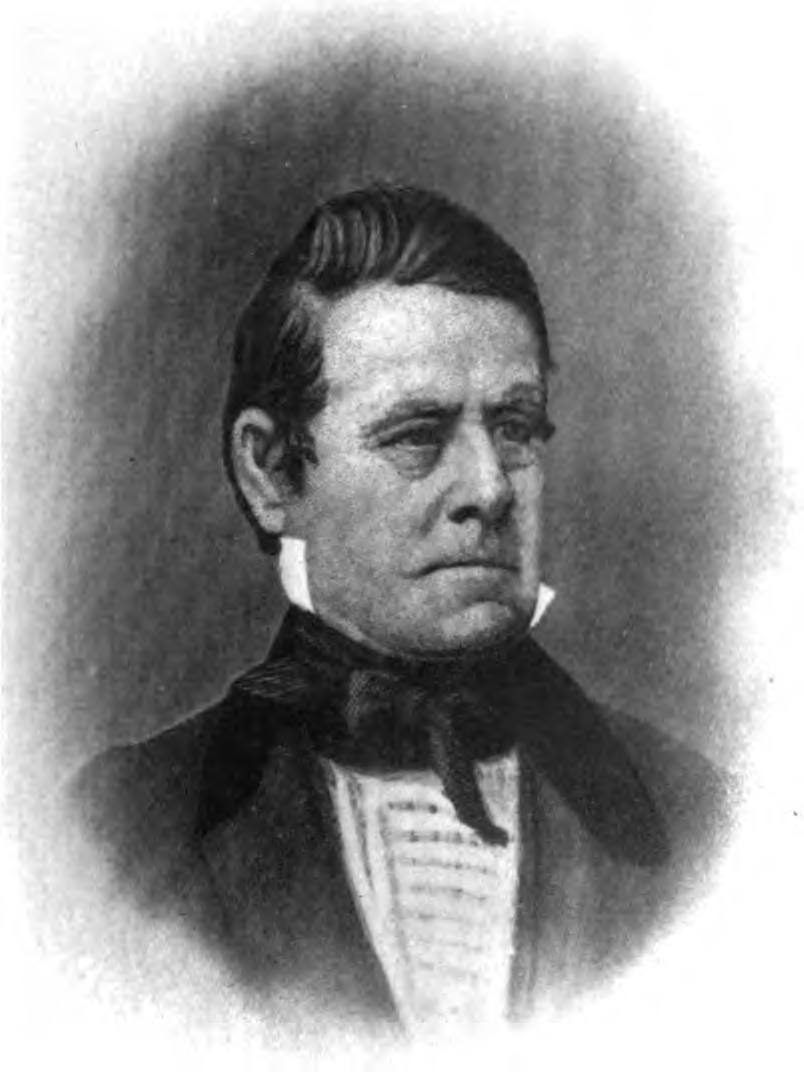
Eleutheros Cooke

Eleutheros Cooke (* 25. Dezember 1787 in Granville, Washington County, New York; † 27. Dezember 1864 in Sandusky, Ohio) war ein US-amerikanischer Politiker. Zwischen 1831 und 1833 vertrat er den Bundesstaat Ohio im US-Repräsentantenhaus.

## Werdegang
Eleutheros Cooke besuchte die öffentlichen Schulen seiner Heimat. Nach einem anschließenden Jurastudium und seiner Zulassung als Rechtsanwalt begann er in Granville in diesem Beruf zu arbeiten. Im Jahr 1817 zog er zunächst nach Indiana und zwei Jahre später nach Sandusky in Ohio. In den 1820er Jahren schloss er sich der Bewegung gegen den späteren Präsidenten Andrew Jackson an und wurde Mitglied der kurzlebigen National Republican Party. In den Jahren 1822, 1823, und 1825 saß er als Abgeordneter im Repräsentantenhaus von Ohio. 1826 erhielt er die allererste Erlaubnis in den Vereinigten Staaten zur Gründung einer Eisenbahn.
Bei den Kongresswahlen des Jahres 1830 wurde Cooke im 14. Wahlbezirk von Ohio in das US-Repräsentantenhaus in Washington, D.C. gewählt, wo er am 4. März 1831 die Nachfolge von Mordecai Bartley antrat. Da er im Jahr 1832 nicht bestätigt wurde, konnte er bis zum 3. März 1833 nur eine Legislaturperiode im Kongress absolvieren. Bereits seit dem Amtsantritt von Präsident Jackson im Jahr 1829 wurde innerhalb und außerhalb des Kongresses heftig über dessen Politik diskutiert. Dabei ging es um die umstrittene Durchsetzung des Indian Removal Act, den Konflikt mit dem Staat South Carolina, der in der Nullifikationskrise gipfelte, und die Bankenpolitik des Präsidenten.
Nach dem Ende seiner Zeit im US-Repräsentantenhaus praktizierte Eleutheros Cooke wieder als Rechtsanwalt. Im Jahr 1840 war er nochmals Abgeordneter im Repräsentantenhaus von Ohio. Er starb am 27. Dezember 1864 in Sandusky. Sein Sohn Jay Cooke (1821–1905) war  später ein bekannter Finanzmagnat und Eisenbahnunternehmer und sein anderer Sohn Henry (1825–1881) war zwischen 1871 und 1873 Territorialgouverneur im District of Columbia und damit praktisch Bürgermeister von Washington DC.